# Carex turkestanica
Carex turkestanica là một loài thực vật có hoa trong họ Cói. Loài này được Regel mô tả khoa học đầu tiên năm 1881.